# ۸۸۶ (میلادی)
۸۸۶ (میلادی) هشتصد و هشتاد و ششمین سال تقویم میلادی است.

## زادگان
- ابن مقله، خوشنویس ایرانی

## درگذشتگان
- ابومعشر بلخی، ریاضی‌دان و ستاره‌شناس ایرانی
- باسیلیوس یکم، امپراتور بیزانس
- هئون گانگ، پادشاه شیلا

‎